# Nöham (Dietersburg)

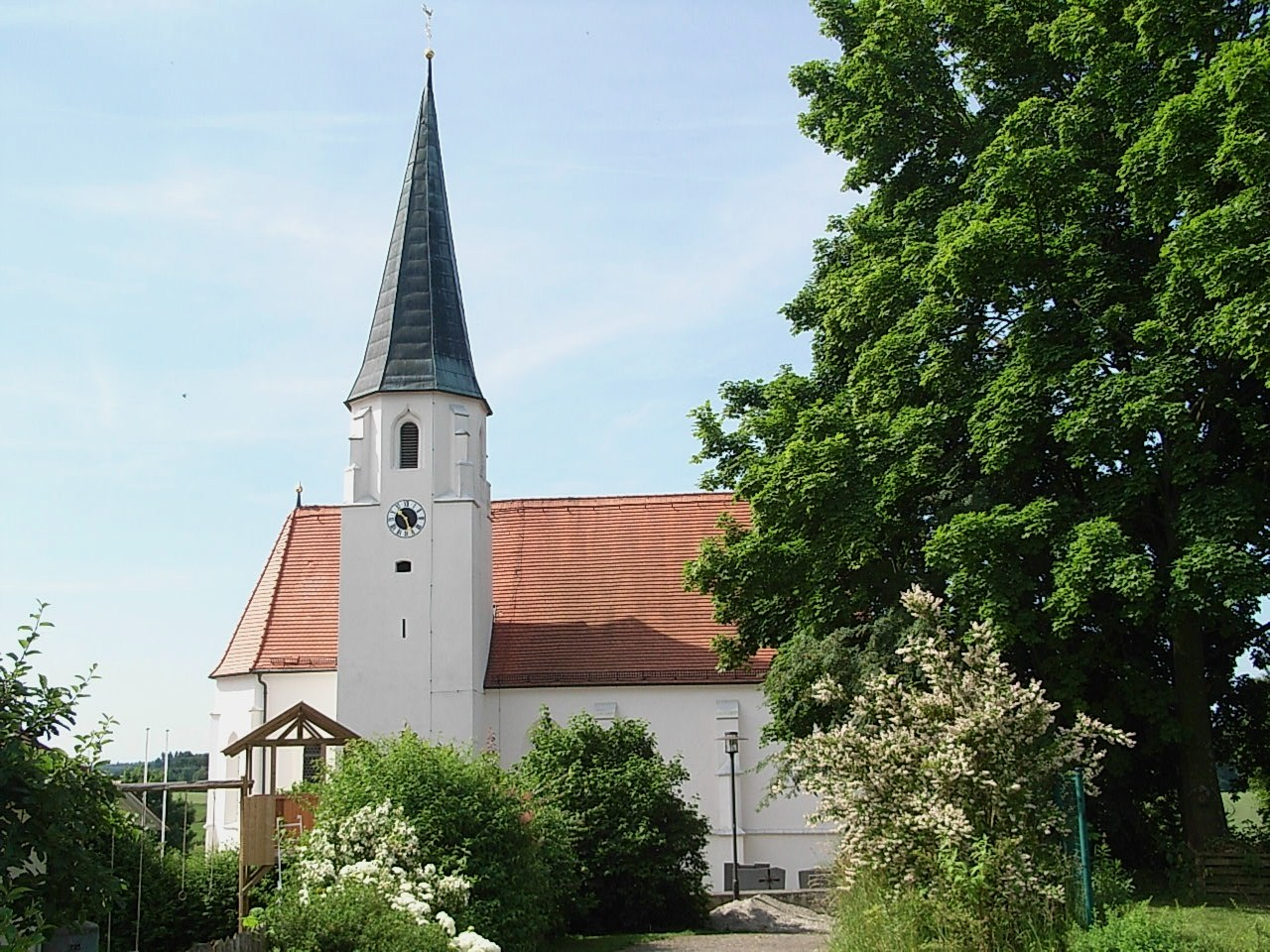
Die katholische Pfarrkirche St. Nikolaus

Nöham ist ein Gemeindeteil der Gemeinde Dietersburg im niederbayerischen Landkreis Rottal-Inn. Nöham war bis zur Zusammenlegung mit Dietersburg am 1. April 1971 eine eigenständige Gemeinde. Das Pfarrdorf Nöham liegt an der Staatsstraße 2112 zwischen Pfarrkirchen und Arnstorf und hat etwa 500 Einwohner.

## Pfarrei
Nöham liegt im Dekanat Pfarrkirchen und war ursprünglich eine Filiale von Schönau, 1656 Vikariat. Dieses wurde 1806 aufgehoben. Am 23. Juni 1817 wurde Nöham als selbständige Pfarrei neu errichtet, die dem Dekanat Pfarrkirchen unterstand.

## Kultur und Sehenswürdigkeiten
- Pfarrkirche St. Nikolaus
- Wallfahrtskirche Maria Wald
- Das einstmals bestehende Schloss Nöham ist nicht mehr vorhanden.

## Bildung
- Kindergarten „St. Nikolaus“

## Persönlichkeiten
- Pater Heinrich Stummer, Redemptorist und Liedtexter